# Arika Okrent
Arika Okrent é uma linguista americana, conhecida particularmente por seu livro de 2009 In the Land of Invented Languages: Esperanto Rock Stars, Klingon Poets, Loglan Lovers, and the Mad Dreamers Who Tried to Build A Perfect Language, resultado de seus cinco anos de pesquisa sobre o tema das linguagens construídas.  Ela também é destaque no documentário de 2011 de Sam Green, The Universal Language.

## Juventude e educação
Okrent nasceu em Chicago, filha de pais de ascendência polonesa e transilvânia, e, desde cedo, era fascinada por línguas, o que a fez seguir carreira em linguística. Depois de Carleton College, ela partiu para a Hungria para ensinar lá por um ano;  ela obteve um mestrado em linguística pela Universidade Gallaudet e um Ph.D em psicolinguística pela Universidade de Chicago em 2004. Ela pode se comunicar em inglês, húngaro, Língua de Sinais Americana (ASL) e klingon, e tem um bom domínio do esperanto. 
Ela é sobrinha do escritor e editor Daniel Okrent.

## Publicações
- Okrent, Arika (2009). In the Land of Invented Languages: Esperanto Rock Stars, Klingon Poets, Loglan Lovers, and the Mad Dreamers Who Tried to Build A Perfect Language. Spiegel & Grau. ISBN 0-385-52788-8.

- Okrent, Arika and O'Neill, Sean (2021). Highly Irregular: Why Tough, Through, and Dough Don't Rhyme And Other Oddities of the English Language. Oxford University Press. ISBN 978-0197539408.